# Генерал-губернатор Антигуа и Барбуды
Генера́л-губерна́тор Анти́гуа и Барбу́ды (англ. Governor-General of Antigua and Barbuda) — представитель монарха Антигуа и Барбуды (в настоящее время — король Карл III).

## Губернатор Антигуа (ассоциированное государство, 1967—1981)
Губерна́тор Анти́гуа (англ. Governors of Antigua) — в государстве Антигуа, имевшем статус ассоциированного с Великобританией государства, представитель главы государства — монарха Великобритании.
|    | Портрет                                            | Имя                                                                    | Вступил в должность | Покинул должность |
| -- | -------------------------------------------------- | ---------------------------------------------------------------------- | ------------------- | ----------------- |
| 1. | Штандарт губернатора Антигуа и Барбуды (1956—1981) | Сэр Уилфред Эбенезер Джекобс (1919—1995) англ. Wilfred Ebenezer Jacobs | 27 февраля 1967     | 1 ноября 1981     |

## Генерал-губернаторы Антигуа и Барбуды (с 1981)
Генера́л-губерна́тор Анти́гуа и Барбу́ды (англ. Governor-General of Antigua and Barbuda) — представитель монарха Антигуа и Барбуды (в настоящее время король Карл III). Поскольку король не может находиться во всех Королевствах Содружества, он назначает представителей для осуществления своих обязанностей в качестве короля Антигуа и Барбуды. Генерал-губернаторы несут ответственность за назначение премьер-министра, а также других министров правительства после консультаций с премьер-министром.
| №  | Портрет                | Имя                                                                         | Вступил(а) в должность | Покинул(а) должность |
| -- | ---------------------- | --------------------------------------------------------------------------- | ---------------------- | -------------------- |
| 1. | Флаг Антигуа и Барбуды | Сэр Уилфред Эбенезер Джекобс (1919—1995) англ. Wilfred Ebenezer Jacobs      | 1 ноября 1981          | 10 июня 1993         |
| 2. | Флаг Антигуа и Барбуды | Сэр Джеймс Бетховен Карлайл (1937—) англ. James Beethoven Carlisle          | 10 июня 1993           | 14 июля 2007         |
| 3. |                        | Дама Луиза Агнеса Лейк-Тэк (1944—) англ. Louise Agnetha Lake-Tack           | 14 июля 2007           | 13 августа 2014      |
| 4. |                        | Сэр Родни Эрри Лоуренс Уильямс (1947—) англ. Rodney Errey Lawrence Williams | 14 августа 2014        | действующий          |